# Catocala fumida
Catocala fumida là một loài bướm đêm trong họ Erebidae.